# Такис Фисас
Такис Фисас (грч. Τάκης Φύσσας; Атина, 12. јун 1973) бивши је грчки фудбалер. Играо је на позицији одбрамбеног играча. Био је члан репрезентације Грчке која је освојила Европско првенство 2004. године.
Фисас је након завршетка играчке каријере, постао члан стручног штаба грчког националног тима. Помагао је Оту Рехагелу на Светском првенству 2010. и тренеру Фернанду Сантосу након што се Рехагел повукао исте године.